# Johanna van der Wissel
Johanna van der Wissel (* 14. September 1867 in Capelle aan den Ijssel; † 10. Mai 1945 in Bandung) war eine niederländische Pianistin und Musikpädagogin, die auch eine Liszt-Vereinigung auf Java betrieb.

## Leben und Wirken
Johanna van der Wissel war die Tochter von Jacob van der Wissel (1836–1901) und dessen Ehefrau Trintje geb. Endt (* 1832). Sie war das jüngste von vier Kindern.
Von 1886 bis 1889 erhielt sie Klavierunterricht bei Friedrich Gernsheim in Rotterdam. Er war seit 1874 als Direktor der Maatschappij tot Bevordering der Toonkunst (Gesellschaft zur Beförderung der Tonkunst). Als Gernsheim ab 1890 am Stern’schen Konservatorium unterrichtete, folgte ihm seine Schülerin. Von 1890 bis 1894 studierte van der Wissel bei Martha Remmert, mit der sie noch 1939 befreundet war. In den Jahren 1894/95 konzertierte die Pianistin in mehreren Städten in den Niederlanden. 
Van der Wissel übersiedelte 1895 nach Batavia (Niederländisch-Indien) und gestaltete dort musikalisch das niederländisch-indische Kunstleben mit. Für die Zeit des Ersten Weltkriegs gibt es keine Informationen über ihr Leben. Im November 1921 gab sie in Den Haag zusammen mit der Gesangslehrerin Alina Andriessen, mit Cornelius Andriessen, mit einem Mädchenchor sowie der Violinistin Hetty ter Laag ein Konzert. In den Jahren von 1925 bis 1927 konzertierte sie in Deutschland, z. B. im 1925 in Dresden zusammen mit dem Geiger Stefan Frenkel. Im April 1926 fand in Den Haag zusammen mit dem Sänger Robert Spörry und dem Violisten Johan Rasch ein Konzert im ausverkauften Pulchri statt. Im Januar 1927 gastierte sie gemeinsam mit der aus Den Haag stammenden Sopranistin Thekla Bruckwilder in Brüssel. Im Dezember 1929 hielt sich Van der Wissel wieder in Bandung auf, wo sie nun eine Klavierschule nach der Liszt-Methode betrieb. 
Als im Zweiten Weltkrieg die japanische Armee 1942 Niederländisch-Indien besetzte, wurde van der Wissel als Niederländerin festgenommen und kam ins Gefängnis in Bandung, wo sie am 10. Mai 1945 starb. Eine ihrer Schülerinnen um 1938 in Indonesien, Christiane A. Görtz-Poth, ließ das 1965 eingeebnete Grab auf dem Kriegsfriedhof in Pandu/Bandung 1980 neu herrichten. 

### Privates
Johanna van der Wissel heiratete im Januar 1908 in Jakarta den in Den Haag geborenen Cornelis Burgemeister (* 1883) einen Offizier der niederländisch-indischen Armee mit Dienstsitz in Padang auf der indonesischen Insel Sumatra. Die Ehe endete schon bald durch Scheidung.

## Nederlandsch-Indische Liszt-Vereniging
Van der Wissel begründete eine eigene Nederlandsch-Indische Liszt-Vereniging. Nach einem Konzert der Gesellschaft 1931 in Den Haag wurde ihr von der Berliner Franz-Liszt-Gesellschaft durch Martha Remmert für ihr Bemühen um Liszt eine Medaille verliehen. 1933 wurde die Nederlandsch-Indische Liszt-Vereniging in den Niederlanden als Verein eingetragen. Über Aktivitäten dieser Gesellschaft in Bandung ist nicht viel überliefert, außer einer Bach-Gedenkfeier im Bandunger Kunstkreis im Jahr 1935. Auch ist bekannt, dass die Gesellschaft die in den 1930er Jahren in Not geratene Berliner Franz-Liszt-Gesellschaft finanziell unterstützte.
Da sich schon unter der japanischen Besatzung Indonesien im März 1943 von den Niederlanden als unabhängig erklärte, wird mit dem Tod von Johanna van der Wissel auch das Ende der Liszt Vereeniging einhergegangen sein.